# 中国建筑集团
中国建筑集团有限公司（英語：China State Construction Engineering Corporation，CSCEC），简称中建集团，是中华人民共和国一家主要從事房屋建築、國際工程外包、房地產開發、基礎建設及設計勘察業務的特大型中央企业，以現代工業建築為主要產品，目前它是世界最大的投资建设集团和工程承包商。

## 历史
中国建筑集团有限公司的前身是原国家建筑工程总局所属的中国建筑工程公司，于1960年2月经中国国务院批准成立。1982年，按照政企分开的原则，将国家建筑工程总局的部分行政职能划归新组建的城乡建设环境保护部，同时将企事业管理职能连同直属单位，合并组建中国建筑工程总公司。1982年6月11日，经国务院批准，中国建筑工程总公司正式成立，属全国性的大型建筑联合企业。
2006年首次跻身美國財富雜誌公布的世界500強企業，2019年在该名單中居第21位。
2017年11月，根据国企改革要求，中国建筑工程总公司改制为国有独资公司，企业名称更名为中国建筑集团有限公司。

## 标识
中国建筑集团有限公司标识，源自公司英文名称China State Construction Engineering Corporation缩写。标志整体造型方正、坚实，象征建筑的基石、诚信的品格以及国内外市场一体化的运营实力。
cSCEc标识的艺术组合，喻示公司开拓、创新的进取精神，奉献社会、造福人类的信心，打造过程精品、提供优质工程的质量意识，跨越五洲、业主至上的服务理念。大海一样深邃的蓝色，展示中国建筑宽广的胸怀，描绘出充满希望与活力的美好未来。

## 组织

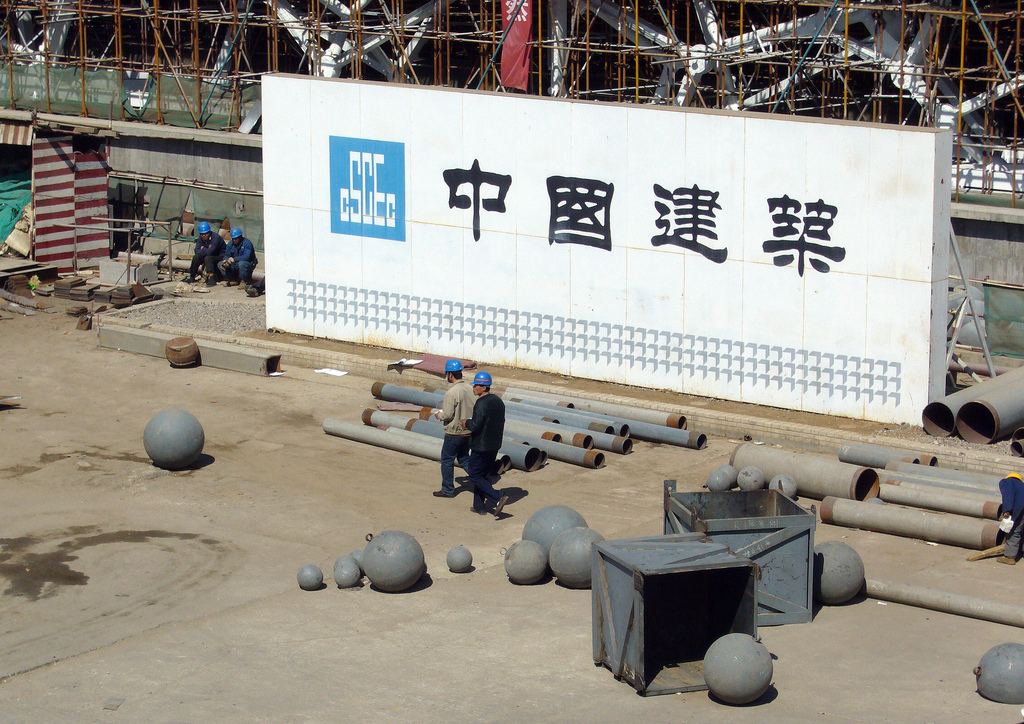
2008年一所中建工地

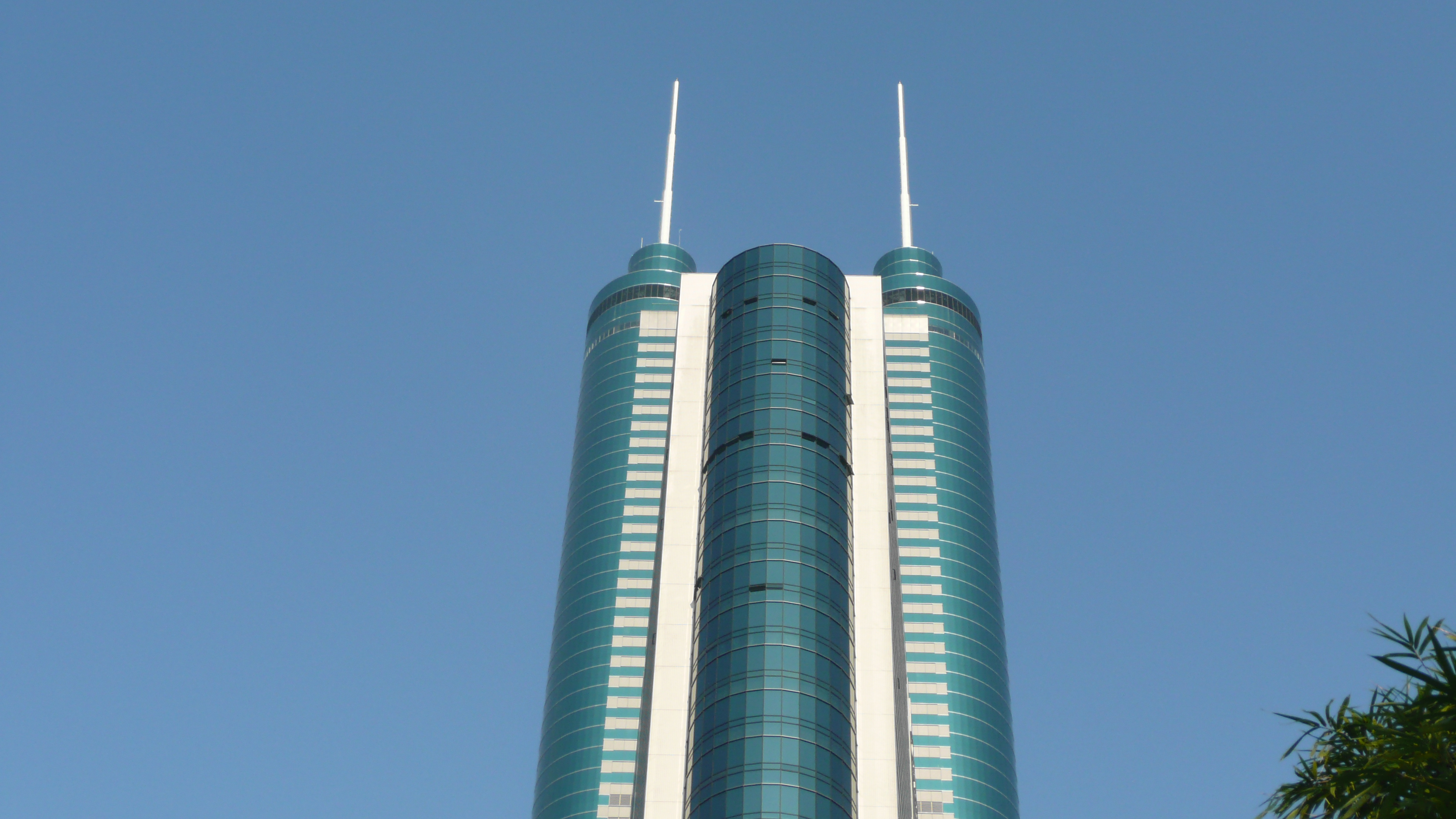
中建代表作信興廣場

### 直属企业
- 中国建筑股份有限公司
- 中国建筑国际工程公司
- 中国建筑发展有限公司
- 中建国际建设公司
- 中国建筑一局（集团）有限公司（总部北京）
- 中国建筑第二工程局有限公司（总部北京）
- 中国建筑第三工程局有限公司（总部武汉）
- 中国建筑第四工程局有限公司（总部广州）
- 中国建筑第五工程局有限公司（总部长沙）
- 中国建筑第六工程局有限公司（总部天津）
- 中国建筑第七工程局有限公司（总部郑州）
- 中国建筑第八工程局有限公司（总部上海）
- 中国建筑装饰集团有限公司
- 中国建筑东北设计研究院
- 中国建筑西北设计研究院
- 中国建筑西南设计研究院
- 中国建筑西南勘察研究院
- 中国建筑北京设计研究院
- 中国建筑上海设计研究院
- 中国市政工程西北设计研究院有限公司
- 中国对外建设总公司
- 中国建设基础设施总公司
- 中建管理学院
- 中建铁路建设有限公司
- 中国建筑工程总公司技术中心
- 中建钢构有限公司
- 中國建築興業

### 公司驻外机构
- 中国海外集团有限公司
- 中建阿尔及利亚公司
- 中国建筑(南洋)发展有限公司
- 中国建筑马来西亚有限公司
- 中建博茨瓦纳有限公司
- 中建纳米比亚有限公司
- 中建美国有限公司
- 中建巴巴多斯有限公司
- 中国建筑(泰国)有限公司
- 中建菲律宾有限公司
- 中建阿联酋经理部
- 中建塞舌尔经理部
- 中建日本代表处
- 中建韩国代表处
- 中建俄罗斯代表处
- 中建中东总代表处
- 中建欧洲代表处

## 中国建筑股份
中國建築股份有限公司（上交所：601668），簡稱中国建筑、中建。是2007年成立的中国建筑集团子公司及上市公司，並在2009年7月29日於上海證券交易所上市，是2009年世界股市最大的首次公開募股，招股價為每股4.18人民幣，首日上市最高報6.53人民幣，比招股價高達52%。

## 国际制裁
世界银行2009年的一份调查报告显示，两家中国建筑承包商中国建筑集团总公司和中国地质工程公司 (CGC) 在菲律宾总统格洛丽亚·阿罗约执政期间，操纵部分由国际金融机构资助关于马拉维市的道路项目涉及腐败行为，而被世界银行列入黑名单，并禁止参与该银行资助的项目6年和5年。2004年，中国建筑集团还因涉嫌违反采购法而被公共工程和公路部列入黑名单6个月。
2023年3月30日俄罗斯入侵乌克兰背景期间，乌克兰国家预防腐败局（NAZK）将俄罗斯最大的中国建筑承包商中国建筑集团列入国际战争赞助商名单。NAZK称，中国建筑集团正积极努力增加在俄罗斯实施大型的投资项目，扩大其在俄罗斯建筑市场的影响力，从而支持和赞助恐怖主义。